# Muntanyes Uluguru
Les muntanyes Uluguru són una serralada a Tanzània oriental, a l'Àfrica, que rep aquest nom de la tribu dels Luguru. La porció principal de les Muntanyes Uluguru és una carena que va aproximadament en direcció nord - sud i s'eleva a 2630 m d'altitud en el seu punt més alt. Hi ha uns 50 pobles tocant el límit dels seus boscos i més de 151.000 que habiten dins de l'àrea de les muntanyes.

## Geografia

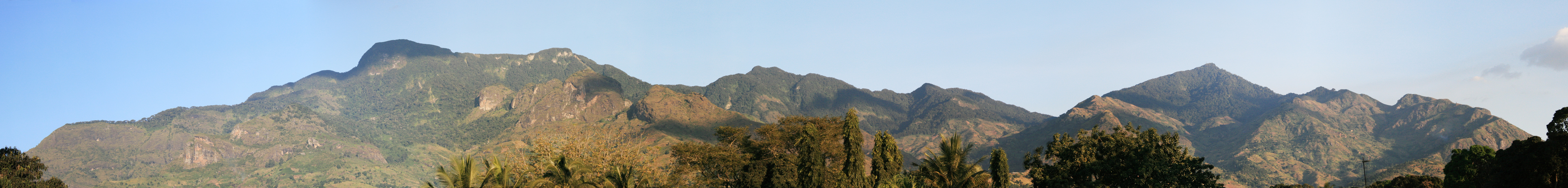
Vista panoràmica de les muntanyes Uluguru

Les Uluguru s'endinsen 200 km cap a l'interior des de l'oceà Índic. Són part d'una cadena de muntanyes a l'Àfrica Oriental col·lectivament anomenades les Muntanyes de l'Arc Oriental, que inclouen els Turons de Taita, les Muntanyes Pare, les Muntanyes Usambara, les Muntanyes Nguru, Rubeho, Ukaguru, les Muntanyes Udzungwa i les Muntanyes Mahenge.

## Vegetació

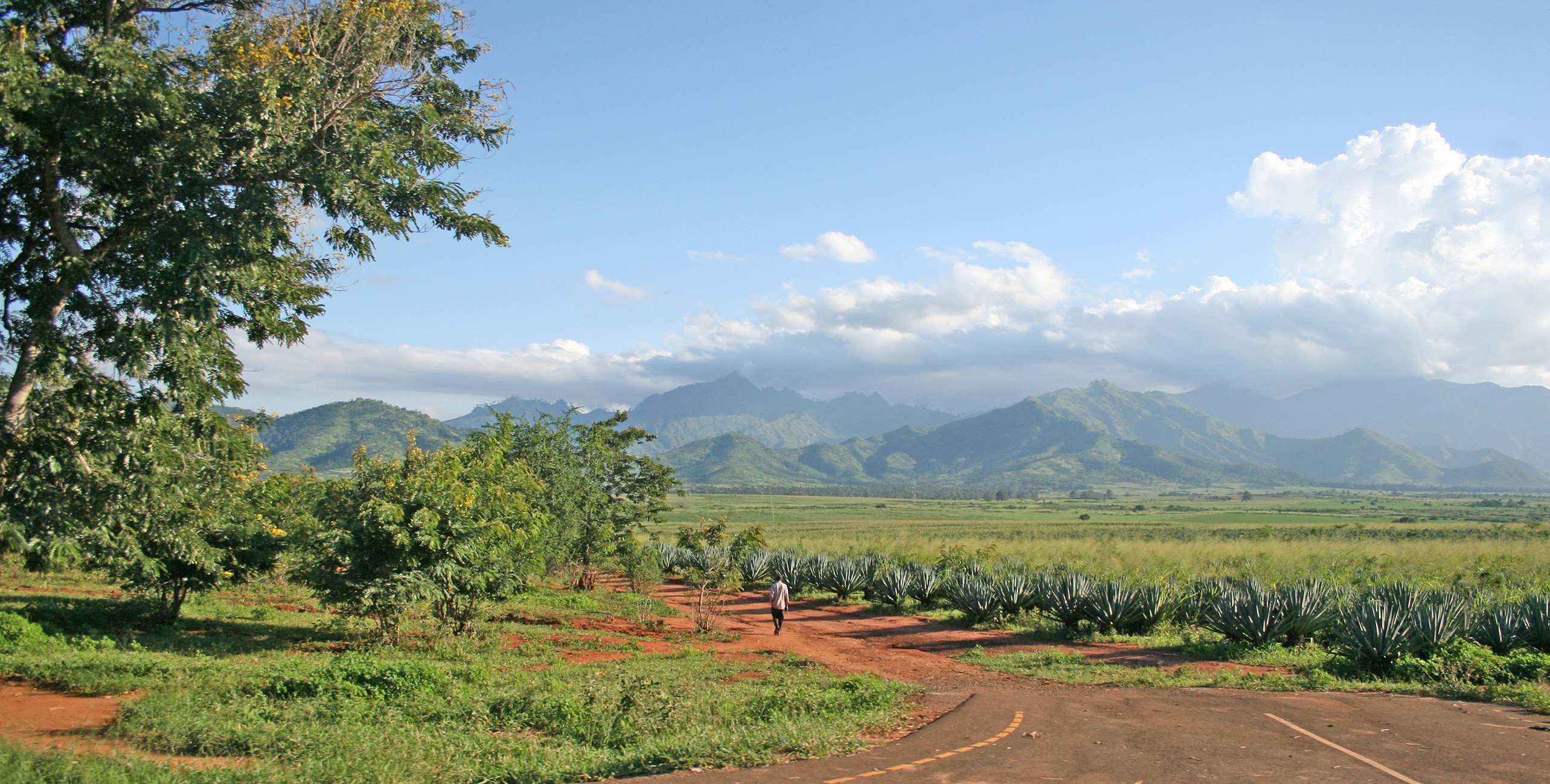
Plantació de Sisal als afores de Morogoro. Les Uluguru es veuen al fons.

La vegetació de la carena principal de les Uluguru i dels blocs exteriors és extremadament variable. Abasta des d'hàbitats de bosc costaners més aviat secs, a selves de transició, fins a boscos de muntanya i alta muntanya.

## Clima
Climàticament, les muntanyes Uluguru reben la humitat que passa cap a l'interior des de l'oceà Índic, i els vessants orientals estan especialment humits, amb precipitacions estimades sobre 3000 mm l'any, tot i que tots els mesos plou una mica.

## Captació d'aigua

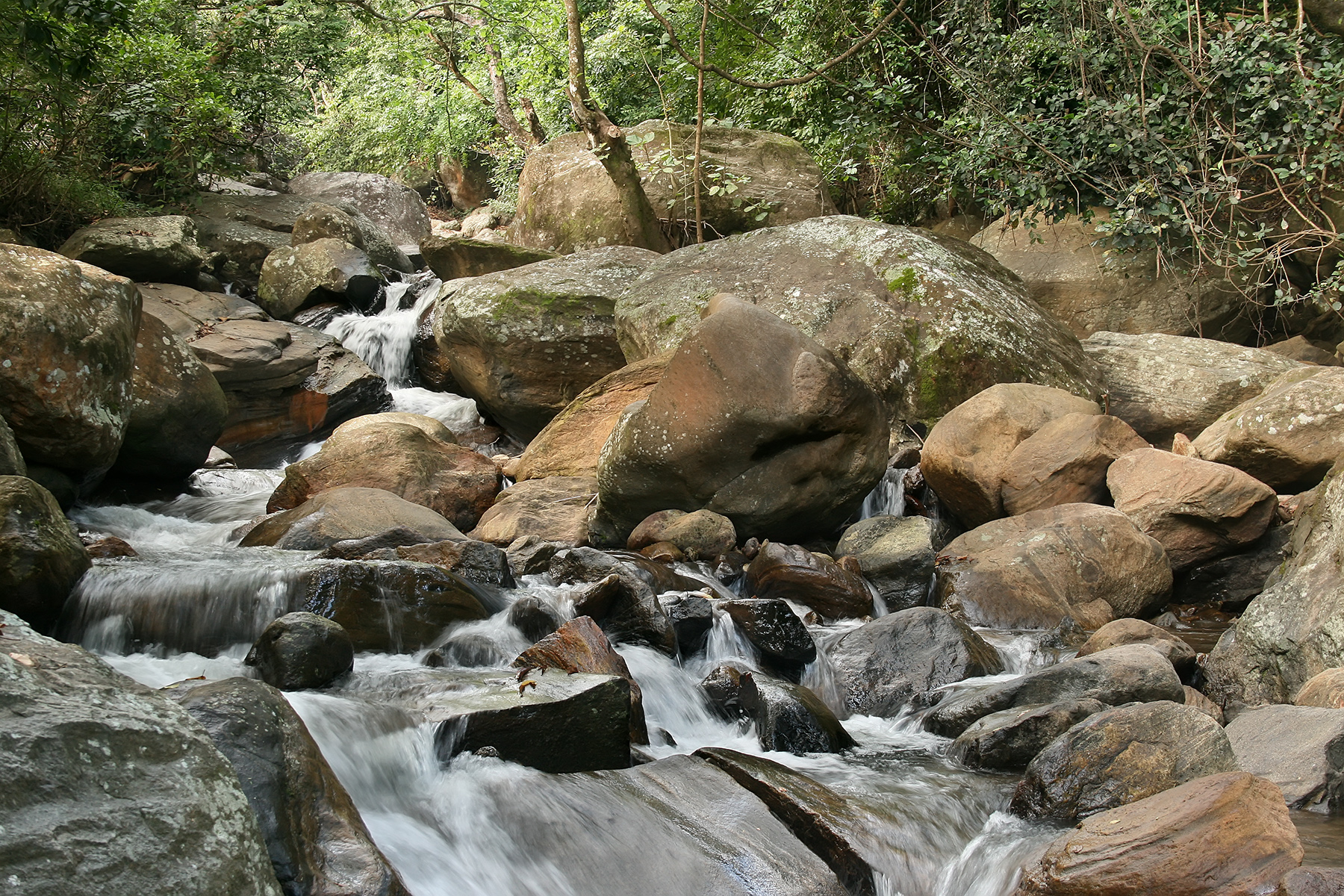
Corrent a les Muntanyes Uluguru que forma el riu Ruvu

Els boscos de les muntanyes proporcionen les àrees de captació pels corrents i rius. Aquesta aigua flueix principalment dels cims plens de boscos de les Uluguru, amb els corrents que s'uneixen per formar el riu Ruvu, que proporciona el subministrament d'aigua a la ciutat de Dar es Salaam. La majoria de la població veïna, al voltant de 3 milions de persones, i les indústries essencials a Tanzània confien en aquest subministrament d'aigua per a la seva supervivència continuada. La pèrdua dels boscos a les Uluguru i qualsevol reducció en potencial de subministrament d'aigua de les muntanyes podria per això tenir un impacte dràstic en el benestar humà i la capacitat industrial de Tanzània.

## Població local
La població local de les Uluguru són la tribu Waluguru. Han estat vivint a les muntanyes durant uns quants centenars d'anys, venint d'unes altres àrees de Tanzània. La propietat de terra es transmet a través de la línia femenina i les dones són poderoses en la vida del poble, en contrast a unes altres tribus a Tanzània on els homes tenen la terra i prenen la majoria de les decisions sobre el seu ús i direcció.

## Biodiversitat
Les Uluguru són la llar de més de 100 plantes, 2 ocells, 2 mamífers, 4 rèptils i 6 amfibis que no es troben enlloc més al món. A més a més d'aquests hi ha un nombre gran d'espècies addicional que es troben també només a una o dues altres serralades de l'Arc Oriental, i per això són globalment rares. Les espècies endèmiques inclouen les violetes africanes, i les begònies que són plantes de test populars a la resta del món.

## Turisme
Les muntanyes atrauen molts turistes a l'àrea, especialment a causa de la seva proximitat a l'anterior capital i centre econòmic de Tanzània, la ciutat de Dar es Salaam.